# 古乾原線
古乾原線（朝鲜语：／ Kogŏnwŏn sŏn */?）是朝鮮民主主義人民共和國的一條鐵道線路，站點為咸镜北道慶源郡的新乾站到古乾原站。

## 路线概况
- 距离：9.8km
- 车站数：2
- 轨距：1435mm
- 电气化区间：无
- 复线区间：无